# Hendrik Gerhard
Hendrik Gerhard was een Nederlandse kleermaker die in augustus 1869 de Nederlandse afdeling van de Internationale oprichtte. In 1878 begon hij ook twee socialistische groepen in Amsterdam en Rotterdam. In 1881 fuseerden de socialistische groepen in Nederland zich tot de Sociaal-Democratische Bond (SDB).
- Biografisch Portaal: 35001976
- Digitale Bibliotheek voor de Nederlandse Letteren: gerh009
- Gemeinsame Normdatei: 12396461X
- International Standard Name Identifier: 0000 0000 3746 5902
- Library of Congress Control Number: n2003096950
- Nederlandse Thesaurus van Auteursnamen: 163193754
- Virtual International Authority File: 13230184
- WorldCat: E39PBJgtcKgKXh7DMVvRdw4wmd